# Tigrioides remota
Tigrioides remota är en fjärilsart som beskrevs av Walker 1869. Tigrioides remota ingår i släktet Tigrioides och familjen björnspinnare. Inga underarter finns listade i Catalogue of Life.